# François Louceny Fall
Pour les articles homonymes, voir Fall.
François Louceny Fall (), né en 21 avril 1949, est un diplomate et homme d'État guinéen. Il a été ministre des Affaires étrangères, puis Premier ministre, avant d'effectuer des missions diplomatiques pour le compte de l'ONU.
Il a créé le Front uni pour la démocratie et le changement (Fudec). En 2009, il est l'un des délégués du Forum des forces vives de Guinée, qui s'oppose à la junte au pouvoir à Conakry. Candidat à l'élection présidentielle guinéenne de 2010, il n'obtient que 0,5 % des voix au premier tour. Il est actuellement le représentant spécial pour l'Afrique centrale et Chef du Bureau régional des Nations unies pour l'Afrique centrale.

## Biographie
Il a effectué des études de droit à l'université de Conakry, où il a également dispensé quelques cours à la fin des années 1970.

### Carrière politique

#### Dans le gouvernement de la République de Guinée
À la suite d'un remaniement ministériel au sein du gouvernement de Lamine Sidimé, François Fall devient ministre des Affaires étrangères en juin 2002.
Après sa réélection en décembre 2003, Lansana Conté le nomme Premier ministre le 23 février 2004, en remplacement de Lamine Sidimé. Deux mois plus tard, à l'occasion d'une réunion internationale à Paris, François Fall présente sa démission, dénonçant l'impossibilité de travailler avec le président de la République.
Cette démission ne fut pas immédiatement prise en compte, le poste de Premier ministre restant par la suite vacant pendant plusieurs mois.

#### Retour à la diplomatie
En Janvier 2022, Francois Louceny Fall quitte son poste de représentant spécial des Nations unies pour l’Afrique centrale.

## Publication
- Mon pari pour la Guinée : Le changement est possible, L'Harmattan, 2009[4],[5].